# Charpennes – Charles Hernu
Charpennes - Charles Hernu – stacja metra w Lyonie na linii A i B. 
Stacja została otwarta 2 maja 1978.